# Морські походи запорозьких козаків
Морські походи Сагайдачного  — серія морських походів
Війська Запорізького проти Османської Імперії та Кримського ханства, основною метою яких було звільнення полонених побратимів яких мусульманські народи продавали у рабство. Найуспішніші походи були під проводом Петра Сагайдачного.

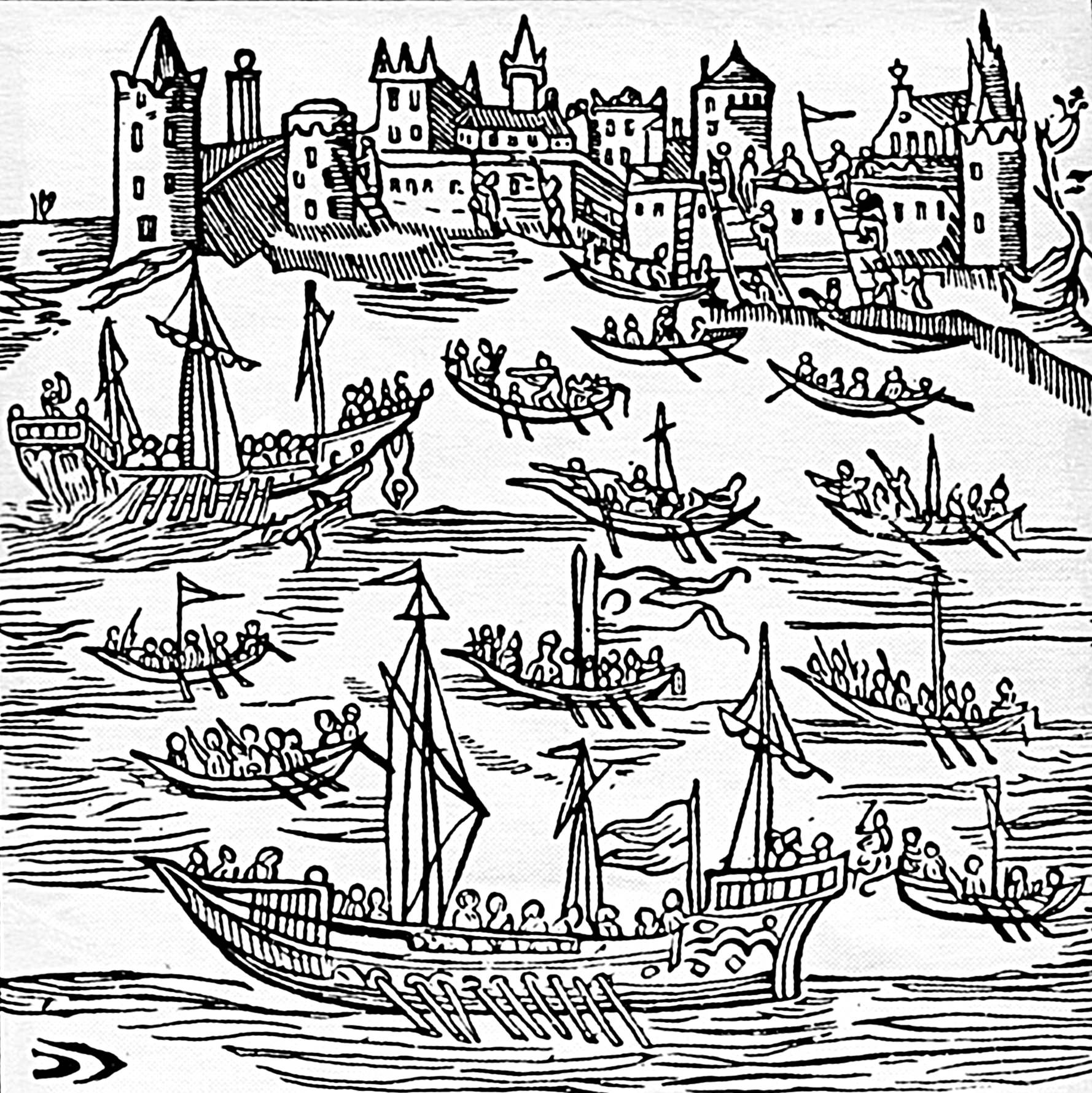
1616 року запорожці на «чайках» під проводом гетьмана Петра Сагайдачного знищують османський флот і захоплюють Кафу

Козаки дуже ретельно готувалися до морських походів. Окрім зброї та військових припасів, запорожці запасалися одягом і харчами (найчастіше соломахою, сухарями, копченим м'ясом, крупами). Суворо заборонялося брати алкогольні напої, а за порушення цього закону, винуватого карали смертю — п’яницю викидали за борт[джерело?].

## Причини морських походів
століття, українські козаки здобули блискучі перемоги в боротьбі з Османською імперією та Кримським ханством.

Перший відомий похід українських козаків на чайках відбувся 1492 року на фортецю Тягинь (колишній замок Тягин Вели́кого кня́зівства Лито́вського, Руського, Жемайтського та інших земель, яким згодом заволодів Кримський ханат), де вони захопили та потопили османський корабель. З роками козацькі сили зростали, зміцнювався лицарський дух тож запорожці стали дуже серйозною військовою силою вже у XVII столітті, і як помсту за татарські навали, українські козаки самі почали здійснювати відплатні походи. 

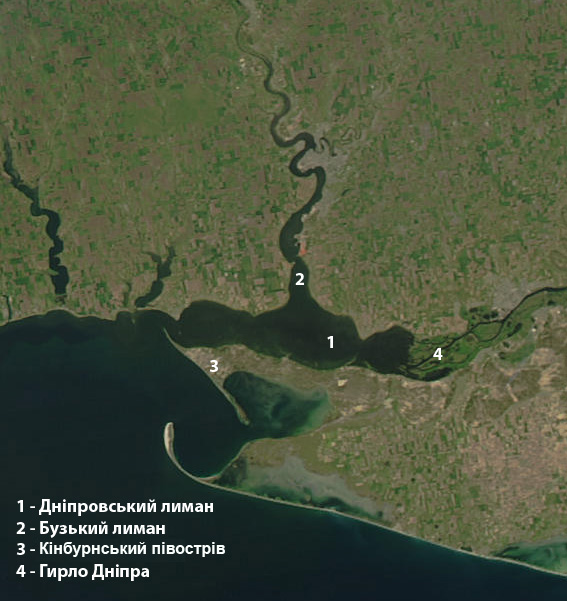
Кінбурнська протока — вихід в Чорне море

Спочатку козаки як спільнота, можливо не ототожнювали себе з Україною-Руссю, та напевно не дуже переймалися православною вірою й виступали майже як наймане військо і за гроші та трофеї, які йшли на прожиття та переозброєння війська запорозького, виконували побажання українських магнатів, зокрема Костянтина Острозького, австрійського уряду (у ті часи Габсбурзька монархія інколи таємно використовувала козаків, щоб ослабити тиск Османської імперії на їх власні кордони), польського короля, московського царя, семигородського князя або інших можновладців. До того-ж папа Климент VIII також був дуже захоплений планами східної ліги проти османів і заохочував козаків до походів. Пізніше свідомість запорожців змінилася, отже ще 1580 року, через польську нунціатуру козацькі ватажки подавали папській курії, плани «грандіозних воєнних операцій проти турка» оскільки вважали що османи незаконно захопили колиску православного християнства Константинополь і що його треба відбити назад. Також відомо, що представники Ліги християнської міліції, вели переговори про вступ до неї, із Військом Запорозьким на чолі з Петром Конашевичем-Сагайдачним.

## Гетьман Петро Конашевич-Сагайдачний
Майже всі великі походи на морі й суші очолював легендарний Петро Конашевич-Сагайдачний і його соратники. Особливу славу він здобув морськими походами, зокрема на Кафу 1616 року[джерело?] За військовий талант і мужність козаки обирали Сагайдачного гетьманом кілька разів.
Спрямовуючи козацтво на активну наступальну боротьбу проти Османської імперії, у якій найпершу роль відіграли чорноморські козацькі походи, Петро Конашевич-Сагайдачний домігся збільшення запорозької флотилії. Кількість чайок у ній досягала кількох сотень. Мета стратегії морських походів, розробленої Петром Сагайдачним, полягала у веденні бою на теренах ворога. Основним напрямком козацького наступу були береги Малої Азії. Це мало послабити економічну та військову міць Османської імперії. Козаки мусили звільняти з османсько-кримськотатарської неволі бранців. Вони атакували декілька фортець одночасно, але основного удару завдавали найбільшому центрові. Вони намагалися знищити османський флот у портах і на морі.

## Перемоги запорозьких козаків
- У жовтні 1545 року 800 козаків підпливли вночі на 32 чайках під Очаків. Вони вбили двох охоронців турецької облоги, чотирьох поранили, а ще 32 взяли в полон. Так вони здобули замок. 20 осіб із 30 полонених заплатили козакам за себе викуп на суму 40 600 срібних монет (аспр). Козаки мали ще 36 800 аспр викупу за 30 інших підданих. Ще й відігнали 97 коней в Україну. Усього турецький султан нарахував збитків на суму 97 000 аспр[1].
- Початком етапу низки козацьких перемог став успішний морський похід запорожців навесні 1602 року. На тридцятьох чайках і кількох захоплених раніше галерах, вони прийшли під Кілію й розгромили османський флот.

- 1606 року запорожці (керував гетьман Війська Запорозького Григорій Ізапович) штурмували фортеці Кілію та Білгород, захопили в морі 10 османських галер. Особливу винахідливість і кмітливість вони проявили при взятті Варни, неприступної з моря фортеці. Козаки, вивчивши місцевість, піднялися річкою вгору за течією, обійшли місто-фортецю з флангу й відкрили вогонь із гармат і мушкетів. Штурм Варни завершився розгромом берегових укріплень і знищенням усіх османських кораблів, які стояли на рейді.

- Наступного 1607 року козаки на чолі з Петром Сагайдачним розбили османську флотилію під Очаковом. Восени 1608 року запорожці взяли Перекоп, а 1609 року на шістнадцятьох чайках пройшли в гирло Дунаю і здобули Кілію, Ізмаїл, тодішній Аккерман.

- 1613 року козаки здійснили два походи на османське узбережжя, а в гирлі Дніпра розбили османську флотилію та захопили шість османських галер.

- Надзвичайно сміливими були дії запорожців у серпні 1614 року. На сорока чайках вони подалися до берегів Османської імперії. Козаки захопили Трапезунд, узяли в облогу Сіноп, заволоділи замком, вибили гарнізон і знищили весь флот галер і галіонів, які стояли на рейді.

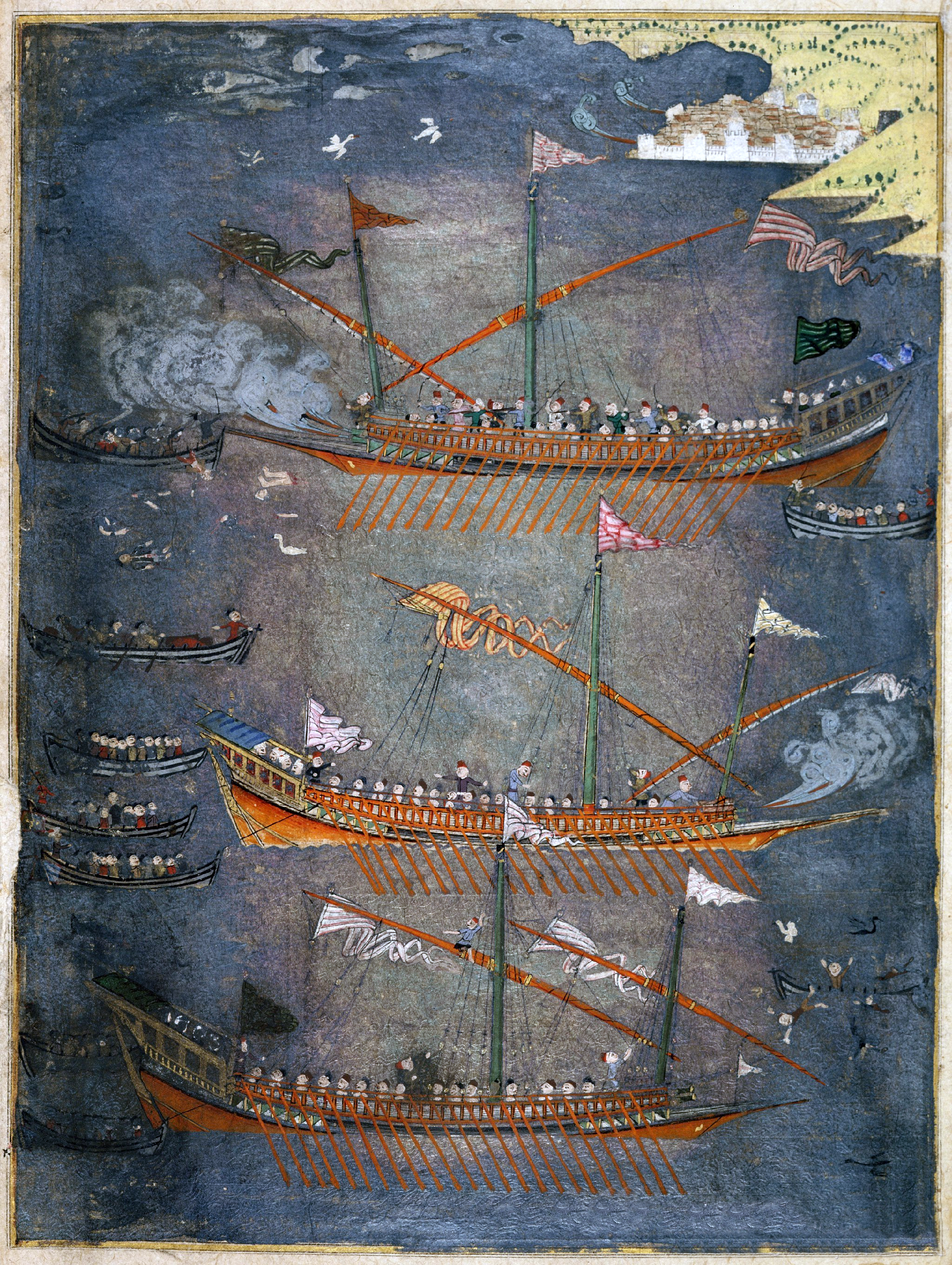
Зіткнення козацьких чайок з османськими галерами в Чорному морі, близько 1636 року. Робота османського невідомого автора (Британська бібліотека).

- Зіткнення козацьких чайок з османськими галерами в Чорному морі, близько 1636 року. Робота османського невідомого автора (Британська бібліотека).1615 року запорожці на вісімдесятьох чайках пішли на Стамбул. Вони зійшли на берег між двома столичними портами, спалили й спустошили все довкола. За наказом султана навздогін козакам вирушила османська ескадра. Біля гирла Дунаю відбувся бій, у якому козаки здобули перемогу. Поранений османський адмірал потрапив у полон до запорожців. Козаки забрали кілька галер і привівши їх під Очаків, на глум спалили на очах очаківської залоги (яка зрештою не могла нічого вдіяти, оскільки найкраща на тоді, османська гармата угорського виробництва Базиліка била на 2 кілометри — лиман же в цьому місці сягає більше 10 км), а потім почали штурм самого замку.

- Навесні 1616 року козаки під проводом Петра Сагайдачного знову вирушили в похід проти османів. У гирлі Дніпра на них уже чекав османський флот. Та він не витримав навали запорожців і був ущент розгромлений. Козаки захопили півтора десятка галер і майже сотню човнів. Османський воєначальник Алі-паша ледь устиг утекти морем. Очистивши Дніпровський лиман від ворогів, запорожці дісталися узбережжя Криму й узяли місто Кафу. Там був тоді найбільший ринок рабів-невільників, яких звозили до Кафи з усіх країв на продаж. Козаки на чолі з Сагайдачним спалили в гавані османські кораблі, знищили 14 тисяч османських вояків й визволили кільканадцять тисяч невільників. Кафу, ринок рабів — «упир, що п'є руську кров» — було зруйновано.

Відтак козаки взяли штурмом Сіноп і Трапезунд, де спалили 25 османських суден. У морській битві було розгромлено ескадру адмірала флоту Ціколі-паші, потоплено три галери, забрано здобич в Ібрагім-паші, який повертався з походу на Січ.
Звістка про зруйнування османських фортець Кафи, Сінопа й Трапезунда поширилася далеко за межі Османської імперії. Це стало відомо також італійцеві Отавіо Сапіенціо — письменникові першої половини XVII. За його словами, на той час у Запоріжжі було 30 — 40 тисяч козаків, вони мали 200—300 чайок, ходили по Чорному морю і протягом 1616—1617 років успішно нападали на Кафу, Сіноп і Трапезунд.
- 1617 року козаки знову дісталися до Стамбула й «заблимали своїми похідними вогнями біля вікна самого сералю», розгромили османську ескадру на підступах до гавані, убили в бою османського адмірала.

- 1625 черговий кількатисячний похід на Чорноморське узбережжя який, згідно слів французького посла у Стамбулі Франсуа де Гарле, завершився спаленням та розоренням близько 250-ти міст та містечок навколо Трабзону.

## Погрози Речі Посполитої
Це страшенно розлютило османського султана й він поставив вимогу перед Річчю Посполитою — вплинути на козаків і припинити їхні морські походи. Щоби примусити шляхту пристати на його умови, султан послав велике військо в Україну.
Коронний гетьман Станіслав Жолкевський, не впевнений у перемозі польських військ, вирішив укласти мир із турками. Це сталося 17 вересня 1617 року у містечку Буші.
Поляки зобов'язувалися приборкати козаків і заборонити їм виходити в Чорне море, а якщо вони порушать ці умови — усіх винищити.

## Дії козаків усупереч вимогам шляхти
Однак погрози не залякали запорожців. Упродовж усього літнього періоду 1619 року вони успішно діяли на Чорному морі. У морських походах 1620 року загалом узяли участь майже 1500 чайок, а сутички з османами велися з ранньої весни до пізньої осені.
Весняний морський похід 1621 року для запорожців був невдалим, але вже влітку заново сформована флотилія козаків розгромила османську ескадру, потопивши 20 галер, а решту змусила втекти. Козаки напали на Стамбул і Галац. У цей час на морі діяла 10-тисячна флотилія запорожців. Перша чверть XVII століття стала вершиною слави козацького флоту. Українські історики називають 1613—1620 роки героїчною добою козацьких морських походів.

## Відображення у кінематографі
- Дорога на Січ (фільм 1994)